# Diamant à bec rose
Erythrura kleinschmidti
Espèce
Statut de conservation UICN

 VU C2a(ii) : Vulnérable
Le Diamant à bec rose (Erythrura kleinschmidti), aussi dit Pape à face noire, est une espèce de petits passereaux se trouvant uniquement sur l'île de Viti Levu aux Fidji.

## Description
Il mesure 11 cm, il a la tête noire jusqu'au crâne, changeant vers le bleu. Au-dessous du bec le noir devient vert-jaune jusqu'à l'oreille. Le dos, les ailes et le ventre sont verts. Le croupion est rouge, la queue est brune, l'iris est marron-rouge chez la femelle et rouge chez le mâle. Le bec et les pattes sont rose-pâle. Le bec mesure 1,5 cm de longueur. À part la couleur de l'iris, il n'y a pas de différence entre le mâle et la femelle - mis à part que seul le mâle chante.

## Habitat et alimentation
Ils vivent uniquement dans les bois touffus de l'île Viti Levu. Ils se nourrissent de graines d'herbes et de plantes ou de figues qui sont très importantes dans l'élevage des petits.

## Comportement et nidification
On ne sait que très peu de choses sur leur comportement, cependant ils vivraient en bande de plusieurs individus.

## Référence
- Dupuyoo M. (2002) Diamants, Papes et Capucins. Estrildés de l'Indo-Pacifique. Jardin d'Oiseaux Tropicaux, La Londe les Maures, 240 p.